# Clément Van Den Bergh
Pour les articles homonymes, voir Van den Bergh.
Clément Van Den Bergh est un acteur français né le 11 janvier 1985 à Clamart.
Il a débuté au théâtre au Lycée autogéré de Paris (LAP), dans « Chronique des jours entiers et des nuits entières » de Xavier Durringer, dont les représentations sont sorties du cadre de l’école.
Il a poursuivi ses études au Lycée autogéré de Paris et au conservatoire du XIVe arrondissement. Il est apparu au cinéma et à la télévision.

## Filmographie

### Cinéma
- 1998 : La Classe de neige de Claude Miller : Nicolas
- 1999 : Bousouki Blues, court-métrage de Bertina Henrichs
- 2002 :
  - Comme un avion de Marie-France Pisier : Guillaume
  - 24 heures de la vie d'une femme de Laurent Bouhnik : Louis
- 2003 :
  - 3 couples en quête d'orage de Jacques Otmezguine : Julien
  - Bienvenue chez les Rozes de Francis Palluau : le fils
  - L'escalier de Frédéric Mermoud : Hervé

### Télévision
- 1993 :  Pas si grand que ça ! , de Bruno Herbulot : Lucas
- 1995 : L'instit (Série TV), épisode 3-02, Le crime de Valentin, de Christian Faure : Gégé
- 1995 : Sixième classique, de Bernard Stora : Aurélien
- 1996 : Docteur Sylvestre - épisode Un esprit clairvoyant : Sébastien
- 1997 :
  - Le Bébé d'Elsa, téléfilm de Michaël Perrotta : Mathieu
  - La Ville dont le prince est un enfant, téléfilm de Christophe Malavoy : Serge Souplier
- 2003 : Fabien Cosma - épisode En avoir ou pas : Clément
- 2004 : Une femme d'honneur - épisode Les Liens du sang : Romain Vaillant
- 2005 : La Crim' – épisode Camarade P38 : Simon Godrot
- 2007 : Diane, femme flic – épisode Filiation : Sébastien Danglade
- 2008 : L'Amour dans le sang, téléfilm de Vincent Monnet